# Groslay
Groslay é uma comuna francesa na região administrativa da Ilha de França, no departamento do Vale do Oise. Estende-se por uma área de 2.95 km². Em 2010 a comuna tinha 8 597 habitantes (densidade: 2 914,2 hab./km²).